# Хвостенко, Оксана Юрьевна
Окса́на Ю́рьевна Хвосте́нко (укр. Оксана Юріївна Хвостенко; род. 27 ноября 1977, Чернигов) — украинская биатлонистка, четырёхкратная призёрка чемпионатов мира. Тренировалась под руководством Николая Зоца. Замужем за украинским биатлонистом Вячеславом Деркачом.
Оксана Хвостенко начала заниматься биатлоном в 1993 году. Уже в 1996 году она завоёвывает первую свою медаль на международном уровне — серебро юниорского первенства в индивидуальной гонке, что позволило ей в этом же сезоне принять участие в соревнованиях этапов Кубка мира. Начиная с 1998 года стабильно входит в состав основной сборной команды Украины по биатлону. Из года в год улучшая свои показатели, Оксана Хвостенко в 2003 году выиграла серебро чемпионата мира в Ханты-Мансийске в составе украинской эстафетной команды. Свой первый личный подиум Оксана завоевала только в сезоне 2006—2007. Хвостенко является лидером украинской биатлонной сборной, стабильно принимает участие в эстафетных гонках. Отличается уверенной стрельбой (89,7 % − лучший результат среди всех биатлонисток в сезоне 2006—2007).
Имеет сына Никиту и дочь Анну.
13 марта 2011 года сдала положительный допинг-тест на эфедрин после женской эстафеты на чемпионате мира-2011, в которой украинская женская сборная заняла второе место. 1 июня в Зальцбурге прошли слушания комиссии, на которой председательствовал Кристофер Веддер. 11 августа 2011 года антидопинговая комиссия IBU приняла решение дисквалифицировать Хвостенко на один год — с 13 марта 2011 года по 12 марта 2012 года. Таким образом, сборная Украины лишена серебряной медали, которая перешла к занявшей третье место сборной Франции, а сборная Беларуси переместилась с 4-го на третье место. 5 сентября 2011 года арбитражная инстанция Международного союза биатлонистов оставила в силе решение антидопингового комитета IBU об однолетней дисквалификации украинской биатлонистки.

## Кубок мира
- 1998/99 — 65-е место (4 очка)
- 2000/01 — 62-е место (20 очков)
- 2001/02 — 38-е место (104 очка)
- 2002/03 — 41-е место (57 очков)
- 2003/04 — не участвовала
- 2004/05 — 33-е место (165 очков)
- 2005/06 — 41-е место (80 очков)
- 2006/07 — 9-е место (505 очков)
- 2007/08 — 16-е место (340 очков)
- 2008/09 — 22-е место (386 очков)
- 2009/10 — 26-е место (394 очков)
- 2010/11 — 42-е место (141 очко) — дисквалифицирована

## Награды
- Орден «За заслуги» III степени (4 апреля 2003)[3]
- Орден княгини Ольги III степени (17 марта 2008)[4]
- Медаль «За труд и победу» (18 апреля 2005)[5]